# Jesse Thielke
Jesse David Thielke (ur. 9 czerwca 1992) – amerykański zapaśnik walczący w stylu klasycznym. Olimpijczyk z Rio de Janeiro 2016, gdzie zajął dziewiąte miejsce w kategorii 59 kg. Ósmy na mistrzostwach świata w 2013. Trzeci na MŚ juniorów w 2012 roku. Zawodnik University of Wisconsin.